# Wu Bangguo
Wu Bangguo (Pingba, 22. srpnja 1941. – Peking, 8. listopada 2024.) bio je predsjednik Svekineskog narodnog kongresa od 2003. do 2013. godine. Bivši je član Stalnog odbora Politbiroa Komunističke stranke Kine, gdje je rangiran kao drugi od 9 članova.